# 이만 하맘
이만 하맘(Imaan Hammam, 1996년 10월 5일 ~ )은 네덜란드의 모델이다. 이집트와 모로코 혈통을 갖고 있다.